# Église Saint-Germain de Navarre
L'église Saint-Germain est un monument de la ville d'Évreux dans l'Eure. Elle se situe dans le quartier de Navarre.

## Historique
Elle fut construite au XIXe siècle en brique. Elle est emblématique du quartier qui fut à cette époque un quartier ouvrier lié à l'industrie textile.
En 1906, conformément à la loi de séparation des Églises et de l'État, elle devient propriété de l'État.

## Paroisse
Elle fait partie de la paroisse de Notre-Dame-de-l'Alliance. Elle est composée de quatre communautés paroissiales avec chacune leur permanence : Claville, Navarre, La Bonneville-sur-Iton et Saint-Sébastien-de-Morsent.

## Architecture
Il s'agit d'une architecture néo-romane reconnaissable à son style austère, symbole d'un Moyen Âge revisité à la mode du XIXe siècle.

## Liens avec la société civile
Elle est affectée au culte catholique mais est à la charge de la municipalité d'Évreux en vertu de la loi de séparations des Églises et de l'État en 1905. Elle accueille souvent des concerts de musique classique dont le Choeur Véga.